# Jessica Alba
Jessica Alba, (n. 28 aprilie 1981, Pomona, California, SUA) pe numele său întreg, Jessica Marie Alba, este o actriță și femeie de afaceri din Statele Unite ale Americii.

## Biografie

### Actriță adolescentă
Și-a început cariera la 13 ani, odată cu rolurile din filmul Camp Nowhere și serialul The Secret World of Alex Mack. Odată cu serialul Dark Angel, Alba devine idolul adolescenților și totodată un sex-simbol. Mai mult, apare în mai multe topuri ale Celor mai frumoase sau Celor mai dorite femei din Statele Unite, realizate de către revistele glossy.

### Actriță adultă
În anul 2007 a fost desemnată de către revista FHM „Cea mai sexy femeie din lume”. A trecut printr-un proces cu revista Playboy, care i-a folosit abuziv imaginea pe coperta numărului martie din 2006.. A câștigat multe premii de interpretare, printre care Premiul pentru cea mai bună actriță aleasă de către tineri, Premiul Saturn pentru Cea mai bună actriță de televiziune și o nominalizare la Globurile de Aur pentru rolul său din serialul Dark Angel.

## Filmografie
- Camp Nowhere (1994)
- The Secret World of Alex Mack (serial TV, 1994)
- Venus Rising (1995)
- Flipper (serial TV, 1995–1998)
- P.U.N.K.S (1999)
- Never Been Kissed (1999)
- Idle Hands (1999)
- Paranoid (2000)
- Dark Angel (serial TV, 2000–2002)
- The Sleeping Dictionary (2003)
- Honey (2003)
- Into the Blue (2005)
- Sin City (2005)
- Fantastic Four (2005)
- Knocked Up (2007)
- Fantastic Four: Rise of the Silver Surfer (2007)
- The Ten (2007)
- Good Luck Chuck (2007)
- Awake (2007)
- Meet Bill (2007)
- The Eye (2008)
- The Love Guru (2008)
- Valentine’s Day (2010)
- Machete (2010)
- The Killer Inside Me (2010)
- Little Fockers (2010)
- An Invisible Sign (2010)
- Spy Kids: All the Time in the World in 4D (2011)
- A.C.O.D. (2013)
- Machete Kills (2013)
- Sin City: A Dame to Kill For (2014)
- Stretch (2014)
- Some Kind of Beautiful (2014)
- The Spoils of Babylon (serial TV, 2014)
- Barely Lethal (2015)
- Entourage (2015)
- Baby, Baby, Baby (2015)
- The Veil (2016)
- Dear Eleanor (2016)
- Mechanic: Resurrection (2016)
- El Camino Christmas (2017)
- Killers Anonymous (2019)
- L.A.'s Finest (serial TV, 2019–2020)